# Arteriografie
Die Arteriografie oder Arteriographie wird auch als arterielle Angiografie bezeichnet. Durch dieses diagnostische Verfahren ist es möglich die arteriellen Blutgefäße radiologisch darzustellen, wodurch Verengungen oder Verschlüsse der Schlagadern bildlich nachgewiesen werden können.  
Der Begriff leitet sich aus der altgriechischen Sprache ab und bedeutet "Zeichnung der Schlagadern". Bei der Arteriografie geht es darum, die Arterien mittels Kontrastmitteln und Röntgenaufnahmen sichtbar zu machen. Dafür wird ein Katheter in das arterielle System eingeführt und bis in die zu untersuchende Region vorgeschoben. Geeignete Zugänge hierfür sind die Arteria femoralis oder gelegentlich die Arteria brachialis in Seldinger-Technik. Über den Katheter wird dann ein wasserlösliches Kontrastmittel in das arterielle System eingespritzt. Auf diese Weise können Arterien und ihre Abgänge in Form von Angiogrammen dargestellt sowie untersucht und so Verschlüsse und Verengungen entdeckt werden. Diese können sich durch Ablagerungen oder Verkalkungen der Gefäßwände sowie Butgerinsel entwickeln. Bei Bedarf kann eine Angioplastie oder Stentangioplastie angeschlossen werden, um therapeutisch gegebenenfalls Einengungen des Gefäßlumens zu beheben.
Wenn der Patient eine Unverträglichkeit gegenüber Kontrastmitteln aufweist, kann alternativ Kohlenstoffdioxid injiziert werden. Dieses Verfahren ist ausschließlich bei Untersuchungen der Körperstammarterien und der Beinarterien anwendbar und wird als Kohlendioxid-Arteriographie bezeichnet. Häufige Indikationen einer Arteriografie sind Darstellungen der Nierenarterien, der Halsschlagadern, der Aorta oder der Koronargefäße.